# 콩나물 (영화)
《콩나물》은 윤가은 감독의 2013년작 단편영화이다. 김수안이 연기한 일곱 살 '보리'가 할아버지 제삿상에 놓을 콩나물을 사오기 위해 난생처음 집 밖으로 나서는 이야기를 그린다. 2013년 제18회 부산국제영화제에 공개되어 공개되었고, 관객과 평단의 호평을 받아 다른 여러 영화제에서도 상영되었다. 제64회 베를린 영화제에서 단편영화상을 수상했다.
《콩나물》은 윤가은 감독의 개인적인 경험을 기반으로 한 이야기이다. 어릴 적 어머니가 심부름을 시키고는 불안해서 뒤쫓아 왔지만 결국엔 제대로 해냈었더라는 경험과 만나보지 못한 할아버지에 대한 그리움을 담아내었다고 밝혔다.

## 줄거리
보리네 할아버지의 제사가 있던 날, 보리네 엄마는 할아버지가 생전에 좋아하던 콩나물을 사오지 않았다. 이에 보리는 얼굴도 모르는 할아버지를 위해 직접 집 밖으로 나가 혼자서 콩나물을 사오기로 결정한다.
무작정 나서기는 했지만 콩나물을 어디서 사는지도, 어디로 가야하는지도 보리는 모르고, 집 밖에는 처음 보는 무서운 장애물들로 가득하다. 빵조각으로 개를 따돌리기도 하고, 친구와 싸우고 할머니를 도와주기도 하다가 시장에 가야 콩나물을 살 수 있다는 걸 알아낸다. 아빠의 밀짚모자를 쓴 할아버지로부터 시장에 가는 길을 알아내고 해바라기 한 송이를 받아가지고는, 해가 다 지고 나서야 시장 야채가게에 도착한다. 그러나 정작 콩나물을 사야 한다는 걸 잊어버린다.
저녁이 되어 제사가 시작되는데, 어른들은 콩나물이 없는 것을 전혀 눈치채지 못한다. 오히려 보리가 가지고 온 해바라기를 보고 할아버지가 좋아하던 꽃을 잘 가지고 왔다며 보리를 칭찬한다.

## 출연진
- 김수안: 보리 역